# Akio Mori
 (août 2010).
Si vous disposez d'ouvrages ou d'articles de référence ou si vous connaissez des sites web de qualité traitant du thème abordé ici, merci de compléter l'article en donnant les références utiles à sa vérifiabilité et en les liant à la section « Notes et références ».
Akio Mori (森 昭生, Mori Akio), dit Musashi (武蔵), est un champion de kick boxing japonais, né le 17 octobre 1972 à Sakai. Il pèse 102 kg pour 1,85 m[Quand ?]. Il est surnommé « the strongest samouraï » en raison du fait qu'il est le meilleur poids lourd japonais du K-1 et de son surnom qui est une référence directe au rōnin Musashi. 
Il jouit également d'une grande popularité dans son pays car il fait partie des Japonais pouvant rivaliser avec les autres combattants du monde. Il compte à ce jour des victoires contre des grands kickboxers tels Sam Greco, Ray Sefo (2 fois), Peter Aerts ou Kaoklai Kaennorsing.